# Interbibliothecair leenverkeer
Het interbibliothecair leenverkeer (IBL), tegenwoordig ook documentleverantie genoemd, is de dienstverlening die bibliotheekgebruikers toegang verschaft tot media uit het bezit van een andere bibliotheek dan die waar zij staan ingeschreven. Dit omvat enerzijds de ontlening van boeken, cd's en andere informatiedragers en anderzijds de levering van kopieën uit tijdschriften en boeken. Strikt genomen gaat het dus niet altijd om 'leenverkeer' en evenmin gebeurt de transactie per definitie tussen 'bibliotheken'.

## Nederland
In Nederland wordt dit op landelijk niveau gecoördineerd door de Koninklijke Bibliotheek in Den Haag. Men kan van het IBL gebruikmaken door (via bemiddeling van de plaatselijke openbare bibliotheek) een persoonlijk IBL-account aan te vragen. Dit stelt de gebruiker in staat zelf aanvragen bij het IBL in te dienen via de Nederlandse Centrale Catalogus of PiCarta. Ook kan men een IBL-aanvraag bij de eigen, plaatselijke openbare bibliotheek indienen. Hiervoor hoeft geen eigen account te worden aangeschaft. In iedere provincie is één bibliotheek (meestal de bibliotheek met een wetenschappelijke steunfunctie (WSF) die het IBL-proces op provinciaal niveau coördineert. De huidige naam van deze dienstverlening luidt: Zoek en Boek.

## Vlaanderen
In Vlaanderen bestaat het IBL vooral tussen universiteitsbibliotheken, en wordt gecoördineerd vanuit de Universiteit Antwerpen. Aan de basis van dit systeem lag het LUC (nu Universiteit Hasselt). Als jonge startende universiteit had zij natuurlijk geen traditie van bibliotheekbeheer, zodat ze zich toen al specialiseerde in digitaal leenverkeer. Studenten kunnen nu in heel Vlaanderen in de bibliotheek van hun hogeschool of universiteit het hele universitaire boeken-, cd-rom-, (digitale) tijdschriftenbestand raadplegen en uitleningen aanvragen. Enkele grote andere bibliotheken en archieven sloten zich inmiddels aan bij het netwerk. Ook de Universiteit van Maastricht is bij het netwerk aangesloten.
Recentelijk worden ook andere regionale, wetenschappelijke, culturele netwerken van verschillende bibliotheken opgestart. Zo zijn bijvoorbeeld de Vlaamse openbare bibliotheken in één koepel verenigd. De Vlaamse Vereniging voor Bibliotheek, Archief & Documentatie werkt aan één algemeen overkoepelend netwerk. 